# Hauraki-Waikato
Hauraki-Waikato és una circumscripció electoral de la Cambra de Representants de Nova Zelanda. Elegeix un diputat mitjançant el sistema electoral de representació proporcional mixta i fou creada per a les eleccions de 2008. És una de les circumscripcions electorals maoris. El seu electorat s'estén pel nord-oest de l'illa del Nord.
La circumscripció és representada per Nanaia Mahuta del Partit Laborista des de les eleccions de 2008.

## Història
La circumscripció va ser creada per a les eleccions de 2008, succeint la circumscripció de Tainui (2002-2008). El seu primer i fins avui dia únic diputat ha estat Nanaia Mahuta del Partit Laborista. Mahuta fou la diputada per Tainui entre el 2002 i 2008 i ha estat diputada des de les eleccions de 1996. Entre el 2005 i 2008 fou Ministra de Govern Local, Ministra de Duanes i Ministra d'Afers Joves en el gabinet de Helen Clark.

## Composició
La circumscripció s'estén pel centre i el nord-oest de l'illa del Nord. Inclou les regions d'Auckland i Waikato. Inclou els municipis de Hamilton, Ngaruawahia, Thames i Whitianga. Altres localitats inclouen Huntly, Waihi, Whangamata, Paeroa, Kerepehi, Te Awamutu, Te Aroha, Raglan, Cambridge, Clevedon, Matamata, Morrinsville, Whatawhata, Gordonton, Ohaupo i Rangiriri.
Hauraki-Waikato inclou les iwis de Ngāi Tai, Ngāti Huia, Ngāti Mahuta, Ngāti Maru, Ngāti Paoa, Ngāti Raukawa, Ngāti Tamaterā, Ngāti Te Ata i Waikato-Tainui.

## Diputats
| Termini | Termini         | Diputat       | Partit    | Notes                   |
| ------- | --------------- | ------------- | --------- | ----------------------- |
|         | 2008-actualitat | Nanaia Mahuta | Laborista | Ministra de 2005 a 2008 |

## Eleccions

### Dècada de 2010
| Eleccions de 2011: Hauraki-Waikato | Eleccions de 2011: Hauraki-Waikato            | Eleccions de 2011: Hauraki-Waikato | Eleccions de 2011: Hauraki-Waikato | Eleccions de 2011: Hauraki-Waikato | Eleccions de 2011: Hauraki-Waikato | Eleccions de 2011: Hauraki-Waikato | Eleccions de 2011: Hauraki-Waikato | Eleccions de 2011: Hauraki-Waikato |
| Partit                             | Partit                                        | Candidat                           | Vots per candidat                  | %                                  | ±%                                 | Vots per partit                    | %                                  | ±%                                 |
| ---------------------------------- | --------------------------------------------- | ---------------------------------- | ---------------------------------- | ---------------------------------- | ---------------------------------- | ---------------------------------- | ---------------------------------- | ---------------------------------- |
|                                    | Laborista                                     | Nanaia Mahuta                      | 9.751                              | 58,38                              | +5,88                              | 8.250                              | 46,11                              | -6,45                              |
|                                    | Mana                                          | Angeline Greensill                 | 3.816                              | 22,84                              | +22,84                             | 2.007                              | 11,22                              | +11,22                             |
|                                    | Maori                                         | Tau Mataki                         | 2.899                              | 17,36                              | -30,15                             | 2.337                              | 13,06                              | -14,62                             |
|                                    | Nga Iwi Morehu                                | Te Ariki Karamaene                 | 238                                | 1,42                               | +1,42                              |                                    |                                    |                                    |
|                                    | NZ Primer                                     |                                    |                                    |                                    |                                    | 1.758                              | 9,83                               | +4,36                              |
|                                    | Verd                                          |                                    |                                    |                                    |                                    | 1.634                              | 9,13                               | +5,90                              |
|                                    | Nacional                                      |                                    |                                    |                                    |                                    | 1.491                              | 8,33                               | +1,12                              |
|                                    | Cànnabis                                      |                                    |                                    |                                    |                                    | 258                                | 1,44                               | +0,18                              |
|                                    | Conservador                                   |                                    |                                    |                                    |                                    | 76                                 | 0,42                               | +0,42                              |
|                                    | ACT                                           |                                    |                                    |                                    |                                    | 37                                 | 0,21                               | -0,40                              |
|                                    | Unit Futur                                    |                                    |                                    |                                    |                                    | 33                                 | 0,18                               | +0,01                              |
|                                    | Libertarianz                                  |                                    |                                    |                                    |                                    | 8                                  | 0,04                               | +0,01                              |
|                                    | Aliança                                       |                                    |                                    |                                    |                                    | 2                                  | 0,01                               | +0,00                              |
|                                    | Democràtic                                    |                                    |                                    |                                    |                                    | 2                                  | 0,01                               | +0,00                              |
|                                    | NZ Primer                                     |                                    |                                    |                                    |                                    | 1.758                              | 9,83                               | +4,36                              |
| Vots nuls                          | Vots nuls                                     | Vots nuls                          | Vots nuls                          | Vots nuls                          | Vots nuls                          | 436                                | 2,44                               | +0,52                              |
| Participació                       | Participació                                  | Participació                       | Participació                       | Participació                       | Participació                       | 17.893                             | 56,91                              | -3,98                              |
| Majoria                            | Majoria                                       | Majoria                            | Majoria                            | Majoria                            | Majoria                            | 5.935                              | 35,53                              | +30,54                             |
|                                    | Circumscripció defensada pel Partit Laborista |                                    |                                    |                                    |                                    |                                    |                                    |                                    |

### Dècada de 2000
| Eleccions de 2008: Hauraki-Waikato | Eleccions de 2008: Hauraki-Waikato           | Eleccions de 2008: Hauraki-Waikato | Eleccions de 2008: Hauraki-Waikato | Eleccions de 2008: Hauraki-Waikato | Eleccions de 2008: Hauraki-Waikato | Eleccions de 2008: Hauraki-Waikato | Eleccions de 2008: Hauraki-Waikato | Eleccions de 2008: Hauraki-Waikato |
| Partit                             | Partit                                       | Candidat                           | Vots per candidat                  | %                                  | ±%                                 | Vots per partit                    | %                                  | ±%                                 |
| ---------------------------------- | -------------------------------------------- | ---------------------------------- | ---------------------------------- | ---------------------------------- | ---------------------------------- | ---------------------------------- | ---------------------------------- | ---------------------------------- |
|                                    | Laborista                                    | Nanaia Mahuta                      | 9.349                              | 52,49                              |                                    | 9.819                              | 52,55                              |                                    |
|                                    | Maori                                        | Angeline Greensill                 | 8.461                              | 47,51                              |                                    | 5.172                              | 27,68                              |                                    |
|                                    | Nacional                                     |                                    |                                    |                                    |                                    | 1.347                              | 7,21                               |                                    |
|                                    | NZ Primer                                    |                                    |                                    |                                    |                                    | 1.022                              | 5,47                               |                                    |
|                                    | Verd                                         |                                    |                                    |                                    |                                    | 603                                | 3,23                               |                                    |
|                                    | Cànnabis                                     |                                    |                                    |                                    |                                    | 236                                | 1,26                               |                                    |
|                                    | Família                                      |                                    |                                    |                                    |                                    | 138                                | 0,74                               |                                    |
|                                    | ACT                                          |                                    |                                    |                                    |                                    | 113                                | 0,60                               |                                    |
|                                    | Bill i Ben                                   |                                    |                                    |                                    |                                    | 98                                 | 0,52                               |                                    |
|                                    | Progressista                                 |                                    |                                    |                                    |                                    | 41                                 | 0,22                               |                                    |
|                                    | Kiwi                                         |                                    |                                    |                                    |                                    | 33                                 | 0,18                               |                                    |
|                                    | Unit Futur                                   |                                    |                                    |                                    |                                    | 33                                 | 0,18                               |                                    |
|                                    | Libertarianz                                 |                                    |                                    |                                    |                                    | 7                                  | 0,04                               |                                    |
|                                    | Treballadors                                 |                                    |                                    |                                    |                                    | 6                                  | 0,03                               |                                    |
|                                    | Pacífic                                      |                                    |                                    |                                    |                                    | 5                                  | 0,03                               |                                    |
|                                    | República                                    |                                    |                                    |                                    |                                    | 4                                  | 0,02                               |                                    |
|                                    | RAM                                          |                                    |                                    |                                    |                                    | 3                                  | 0,02                               |                                    |
|                                    | Aliança                                      |                                    |                                    |                                    |                                    | 2                                  | 0,01                               |                                    |
|                                    | Democràtic                                   |                                    |                                    |                                    |                                    | 2                                  | 0,01                               |                                    |
| Vots nuls                          | Vots nuls                                    | Vots nuls                          | Vots nuls                          | Vots nuls                          | Vots nuls                          | 358                                | 1,92                               |                                    |
| Participació                       | Participació                                 | Participació                       | Participació                       | Participació                       | Participació                       | 18.684                             | 60,89                              |                                    |
| Majoria                            | Majoria                                      | Majoria                            | Majoria                            | Majoria                            | Majoria                            | 888                                | 4,99                               |                                    |
|                                    | Circumscripció guanyada pel Partit Laborista |                                    |                                    |                                    |                                    |                                    |                                    |                                    |

## Circumscripcions properes
|  |  |  |
|  |  |  |
|  |  |  |